# أحمد هاشم اليوشع
أحمد هاشم اليوشع (ولد في 19 أبريل 1961 في البحرين) اقتصادي وباحث وأستاذ جامعي وكاتب وكاتب عمود بحريني. يشغل حاليا منصب المدير العام للبحوث والتنسيق والمتابعة في الديوان الملكي البحريني منذ سبتمبر 2000.

## النشأة والتعليم
ولد اليوشع في 19 أبريل 1961.
حصل على بكالوريوس في الاقتصاد من جامعة ولاية ميشيغان بالولايات المتحدة في العام 1985. ثم حصل على ماجستير في الاقتصاد من جامعة جلاسكو بالمملكة المتحدة في العام 1989. ثم حصل على دكتوراه في الاقتصاد من جامعة هل بالمملكة المتحدة في العام 1995.

## المسيرة المهنية
عمل باحث متدرب بدائرة البحوث الاقتصادية والاجتماعية في مركز البحرين للدراسات والبحوث في أغسطس 1985. ثم ترقى إلى باحث مساعد في عام 1988. ثم ترقى إلى مدير برنامج البحوث الاقتصادية والاجتماعية والإدارية في يونيو 1998. ثم عين المدير العام للبحوث والتنسيق والمتابعة في الديوان الملكي البحريني في سبتمبر 2000.
يحمل عضوية جمعية الاقتصاد القياسي الدولية والجمعية الملكية الاقتصادية البريطانية وجمعية الاقتصاديين الأوروبية وجمعية الاقتصاديين البحرينية (رئيس الجمعية) والجمعية الاقتصادية الخليجية (تحت التأسيس/ عضو مؤسس) والمجلس الاقتصادي لبريطانيا في أوروبا ولجنة المبادرات بغرفة تجارة وصناعة البحرين ومجلس أمناء مركز البحرين للدراسات الاستراتيجية والدولية والطاقة (دراسات).
قام بتدريس مادة الاقتصاد النقدي بمعهد البحرين للدراسات المصرفية والمالية وتدريس مادة الاقتصاد الكلي بجامعة البحرين.
في 25 يوليو 1999 قال اليوشع أن النظرية الاقتصادية والتجاربة التنموية للدول النفطية تقترح أن لدى متخذي القرار في هذه الدول الخيار بين نموذجين للتنمية الاقتصادية. ويمكن أن يطلق على الأول النموذج (النفطي الاستثماري) وأقرب نموذج لذلك التجربة الكويتية حيث تبنت الكويت سياسات اقتصادية أدت إلى توظيف العائد على الثروة النفطية في شكل استثمارات خارجية واستخدام تلك الاستثمارات والعائد عليها للحفاظ على مستوى رفاهية الفرد الكويتي وقد استطاعت الكويت استخدام تلك الاستثمارات عدة مرات أهمها جاء خلال فترة الغزو العراقي للكويت وإعادة بناء الكويت كما استخدمت الكويت تلك الاستثمارات في السابق على سبيل المثال بعد تراجع أسعار النفط بعام 1986 حيث قدرت المبالغ المحولة بنحو 9 مليارات دولار واختيار هذا النموذج يعتمد إلى حد كبير على حجم العائد على الثروة النفطية فهذا النموذج لكي يكون مجديا بحاجة لاستثمارات كبيرة كتلك التي كانت لدى الكويت. وهناك النموذج الثاني ويطلق عليه نموذج (تنوع الإنتاج) والذي يتم توظيف الثروة النفطية لتنويع القاعدة الانتاجية للاقتصاد الوطني ويهدف هذا النموذج لاعداد الاقتصاد لفترة ما بعد النفط والى تقليص تأثير القطاع النفطي على اداء الاقتصاد الوطني وبطبيعة الحال بامكان أي اقتصاد نفطي ان يجمع النموذجين أي الحفاظ على قطاع نفطي كبير وتنويع القاعدة الانتاجية للاقتصاد وهذا النموذج انسب لدولة تمتلك ثروة نفطية واقتصادا نشطا كالمملكة العربية السعودية والامارات العربية المتحدة اما بالنسبة لتجربة الاقتصاد البحريني فيبدو انها قد انحازت لصالح النموذج الثاني وذلك لسبب اساسي وهو عدم كفاية الموارد المالية العائدة على الثروة النفطية البحرينية لتبني النموذج الاول.
في 23 مارس 2008 قال اليوشع لوكالة فرانس برس أن جزءا غير قليل من أسباب التضخم في دول مجلس التعاون الخليجي تعود إلى انخفاض قيمة العملة الوطنية بسبب تراجع الدولار. وأشار خصوصا إلى البحرين موضحا أن نحو أربعين في المئة من أسباب التضخم فيها تعود لانخفاض قيمة الدينار البحريني بسبب تراجع الدولار. وأكد أن معدلات نمو حجم النقد في دول مجلس التعاون الخليجي تتجاوز أحيانا نسبة 20%" موضحا أن هذا ينعكس على الطلب الذي ينعكس بدوره على الأسعار.
في 31 مايو 2009 أوضح اليوشع أن أحد أهم أسباب تأخر إصلاح الاقتصاد في البحرين هو وجود لوبي اقتصادي «أصحاب الأعمال» قوي جدا. وقال إن القطاع الخاص سيعارض ويعترض على بعض ما نطرحه وخاصة أن جزءا كبيرا من القطاع الخاص يعتمد على العمالة الأجنبية لأن هذا النموذج المعتمد على العمالة الرخيصة سيزيد من حصة صاحب العمل على حساب العامل وهو ما أدى إلى حدوث فجوة كبير بين الحصتين ومن ثم الاختلال الكبير الذي يشهده سوق العمل.
في 28 مايو 2011 رأى اليوشع أن دول مجلس التعاون الخليجي تجاوزت قرار فك الارتباط بالدولار الأمريكي من خلال سعيها لإنشاء الاتحاد النقدي وإن أي مشروع لفك الارتباط بالعملة الأمريكية يتطلب توافق وقرار جماعي من جانب دول المجلس.
في 18 مايو 2013 اعتبر اليوشع أن تجربة مجلس التعاون الخليجي هي أفضل تجربة في منطقة الشرق الأوسط على صعيد الانجازات سواء الاقتصادية أو غيرها من المجالات. وقال أن التبادل التجاري تضاعف بشكل كبير بين دول مجلس التعاون الخليجي وحركة تدفق رؤوس الأموال والسلع والخدمات ارتفعت بشكل أكبر مضيفا أن التبادل التجاري بين دول مجلس التعاون الخليجي أعلى من التبادل مع باقي الدول العربية ما يعكس قيمة مجلس التعاون الخليجي نحو التكامل الاقتصادي. وأضاف أن التطور الاقتصادي والانفتاح بين دول مجلس التعاون الخليجي هو انعكاس لقرارات قادة دول المجلس مؤكدا أن المسيرة في تطور مستمر على الرغم من أنها أقل من طموحات الشعوب الخليجية إلا أن هذا التطور يبقى محل افتخار لأبناء الخليج العربي. ودعا إلى التسريع نحو التكامل الاقتصادي من خلال إنهاء ملف الاتحاد الجمركي كخطوة أولى ثم الانتقال إلى السوق الخليجي المشترك الذي يمثل أحد أهم المراحل الاقتصادية نحو التكامل والذي من خلاله يستطيع المجلس الانتقال إلى العملة الخليجية المشتركة كخطوة نهائية للتكامل الخليجي.
في 25 ديسمبر 2011 شدد اليوشع على أن الأحداث الأخيرة في البحرين كانت أشد وقعا على الاقتصاد من الأزمة المالية داعيا إلى التعاون وتقديم التنازلات للإسهام في العودة إلى مستويات النمو المرجوة خلال العام المقبل 2012. ورأى أن السياسات الحكومية أسهمت في الحيلولة دون حدوث إفلاسات على نطاق واسع في صفوف المؤسسات الصغيرة والمتوسطة بسبب الأحداث مشيرا إلى أن الحكومة مطالبة بتفعيل الاقتصاد من خلال الاستثمار وتشجيع القطاع الخاص على تنفيذ المزيد من المشروعات وإعطائه الضمانات المطلوبة لذك.
في 3 ديسمبر 2016 قال اليوشع أن الاقتصاد الخليجي الآن بدأ مشروع إعادة الهيكلة في ظل الظروف الاقتصادية والنفطية والأمنية الصعبة حيث بات من الضرورة بمكان العودة إلى توسعة القاعدة الإنتاجية والتوجه للصناعة في المرحلة القادمة وتطوير الصناعات النفطية والبتروكيماوية والألمنيوم والابتعاد قدر الإمكان عن النفط والصناعة الهيدروكربونية. ودعا إلى ضرورة إعادة النظر في الإنفاق الخليجي على الطاقة خاصة أنه سجل العام الماضي 175.3 مليار دولار أي ما يعادل إجمالي الناتج المحلي لخمس دول أوروبية.
في 7 يناير 2015 استبعد اليوشع رفع الدعم عن بعض السلع وبأنه ليس هو الحل لتقليص الإنفاق الحكومي خلال الفترة القادمة والذي يعتبر مستبعدا في الفترة الحالية لتفادي تأثر اقتصاد البحرين من انخفاض النفط. ولكن قامت حكومة البحرين برفد الدعم عن بعض السلع أبرزها اللحوم والمحروقات.
في 1 يناير 2019 لفت اليوشع إلى أن ضريبة القيمة المضافة تسهم في زيادة إيرادات البحرين وتزيد من شعور المواطنين بالمسؤولية تجاه ما ينفقونه إذا ما تحملوا جزءا من تكلفته. وقال إن بعض الناس لا يلتفتون كثيرا لما تصرفه الدولة على الخدمات والبنية التحتية ولربما لا يبالون مشيرا إلى أن بعض الضرائب والرسوم قد تنمي حس المسؤولية لديهم وتجعلهم أكثر حرصا على الاستعمال الأمثل للموارد. ولفت إلى أن الدولة اعتمدت مدة طويلة على النفط لتأمين موارد الحكومة لكن الأوضاع تتغير بشكل متسارع فعلى الرغم من أن النفط اتخذ مسارا صعوديا قبل شهرين حتى أن بعض المحللين توقع أن يتخطى حاجز 100 دولار للبرميل إلا أنه تراجع للوراء وخسر نحو 20% من قيمته خلال العام 2018. وشدد على أن الضرائب ستعود بالنفع على العملية التنموية لأنها توفر مدخولا إضافيا للحكومة يعاد ضخه في المشروعات وبنود تحسين الخدمات وتطوير البنية التحتية مؤكدا أن الضرائب والرسوم أداة لتحسين مالية الحكومة تعمل بها الكثير من دول المنطقة مثل الإمارات. وشدد على أهمية تكثيف الحملات التوعية بشأن القيمة المضافة التي تعني ما يضاف إلى السلعة من تحسين ويجعلها تباع بسعر أعلى. وذهب إلى أن ضريبة القيمة المضافة ستسهم في ترسيخ ثقافة تحمل المسؤولية نسبيا على الرغم أنها 5% فقط فقد لا تكون محسوسة بالنسبة للكثير من الشركات ولربما تزيد أيضا من الوعي الاستهلاكي.

## المؤلفات
- معالم في الإصلاح الشامل.
- عولمة الاقتصاد الخليجي.
- حصر الكفاءات الجامعية العاملة في البحرين (1988).

قام بالإشراف والتحضير والمشاركة في العشرات من الندوات في داخل البحرين وخارجها.

## الحياة الشخصية
متزوج.

## الجوائز والتكريمات
- وسام الشيخ عيسى بن سلمان آل خليفة من الدرجة الثالثة في العام 2000.